# Prawo Jazdy
"Prawo Jazdy" var en formodet polsk statsborger, som blev opført af Irlands politistyrke Garda Síochána (kaldet Gardaí) i en politidatabase for at have begået mere end 50 trafikovertrædelser i Irland. Et memorandum fra 2007 sagde at en undersøgelse havde kommet frem til at prawo jazdy betyder "kørekort" på polsk, og at betjente havde fejlagtigt antaget at udtrykket, som er trykt på polske kørekort, var et personnavn når de udstedte trafikbøder.

## Optagelse i database over kriminelle
"Prawo Jazdy" var antaget at være en polsk kriminel, der var aktiv i Irland. Navnet blev registreret på PULSE, et computersystem, der blev brugt af Gardaí, med mindst 50 trafikforseelser, såsom fartovertrædelser og ulovlige parkeringer, registreret over hele landet, men der var mistænkelige aspekter, såsom at hver hændelse var registret med en ny adresse. "Prawo Jazdy" blev også opført som et navn i Fixed Charge Processing System (FCPS). Der blev iværksat en undersøgelse af personen som Gardaí anså for at være Irlands værste trafiksynder.

### Memorandum
Et internt Gardaí-memorandum fra juni 2007 kom frem til, efter opslag i en online polsk-engelsk ordbog, at prawo jazdy var ikke et personnavn, men i stedet den polske betegnelse for 'kørekort', og fejlidentificeret af Gardaí-betjentene som trafiksynderens navn på grund af at udtrykket er trykt i øverste højre hjørne af polske kørekort (mens kørekortindehaverens navn og personlige oplysninger er trykt nedenunder i en mindre skriftstørrelse). Fejlen blev offentlig kendt i februar 2009.

### Efterspil
Gardaí modtog den satiriske Ig Nobelpris i litteratur i 2009 for fejlen, men deltog ikke i prisoverrækkelsen. Prisen blev overrakt til Karolina Lewestam, en polsk statsborger, der havde fået en trafikbøde i Irland.
Episoden blev en kilde til forlegenhed for Gardaí. Det skabte diskussion om emner som kulturel uvidenhed eller institutionel racisme i Gardaí som et resultat af ændret etnisk demografi i Irland på grund af immigration fra andre EU-medlemslande.